# Werksbahn von Las Palmas
| Dampflokomotive, um 1898 |                     |                                   |                                   |
| Luftaufnahme |                     |                                   |                                   |
| Streckenlänge: | 20 km               |                                   |                                   |
| Spurweite: | 600 mm (Schmalspur) |                                   |                                   |
| |                     |                                   |                                   |
| \| \| 0 \| Zuckerfabrik Las Palmas \| Zuckerfabrik Las Palmas \| \| \| 20 \| Puerto Las Palmas am Río Paraguay \| Puerto Las Palmas am Río Paraguay \| |                     |                                   |                                   |
| Kopfbahnhof Streckenanfang (Strecke außer Betrieb) | 0                   | Zuckerfabrik Las Palmas           | Zuckerfabrik Las Palmas           |
| Kopfbahnhof Streckenende (Strecke außer Betrieb) | 20                  | Puerto Las Palmas am Río Paraguay | Puerto Las Palmas am Río Paraguay |

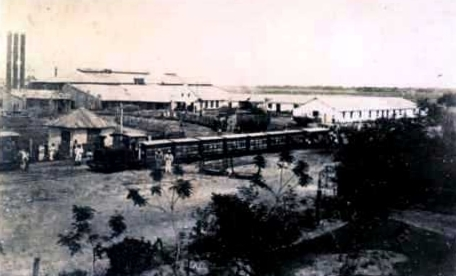
Dampfeisenbahn, 1890

Die Werksbahn von Las Palmas (spanisch Ferrocarril interno, sistema Decauville de Puerto e Ingenio de Las Palmas) war eine 1898 in Betrieb benommene, 20 km lange Feldbahn mit 600 mm Spurweite von der Zuckerfabrik Las Palmas bei La Leonesa zum Hafen Puerto Las Palmas am Río Paraguay in der Provinz Chaco in Argentinien.

## Geschichte
Die irischen Brüder Richard und Charles Hardy (* Ballymena; † 17. Februar 1913 in Mar del Plata) gründeten 1882 mit Unterstützung der Provinzverwaltung von Chaco den 100.000 Hektar großen land- und forstwirtschaftlichen Betrieb Las Palmas. Um Zuckerrohr für die Herstellung von Aguardiente anbauen zu können, wurden die Bäume gerodet und zum Gerbstoff Tannin verarbeitet. Später wurden auch andere Pflanzen wie Baumwolle angebaut.
1884 installierten die Brüder, die auch als Don Ricardo und Don Carlos bekannt sind, ein Dampfsägewerk, um das notwendige Holz für den Bau ihrer Zuckerfabrik, der Brennerei, der Werkstätten, des Lagers und der Häuser für das Personal bereitzustellen. Vermutlich transportierten sie den Dampfkessel mithilfe einiger Gleisjoche einer auf fliegendem Gleis handbetriebenen Decauville-Feldbahn. Um 1898 verlegten sie, als erste in der Provinz Chaco, eine permanente Feldbahnstrecke.
Der Nationalstaat übernahm die Leitung des Industriekomplexes ab 1969, woraufhin die Zuckerfabrik 1971 insolvent wurde, und die Liegenschaften 1971 versteigert wurden. Die Provinzverwaltung von Chaco erließ am 16. August 2006 das Dekret Nr. 1367, mit dem die Haupt- und Nebengebäude sowie die Einrichtungen des Werks als Kulturerbe denkmalgeschützt wurden.

## Schienenfahrzeuge
Es wurden mehrere Dampflokomotiven eingesetzt. Eine davon ist heute noch als Denkmal erhalten.

### Videos

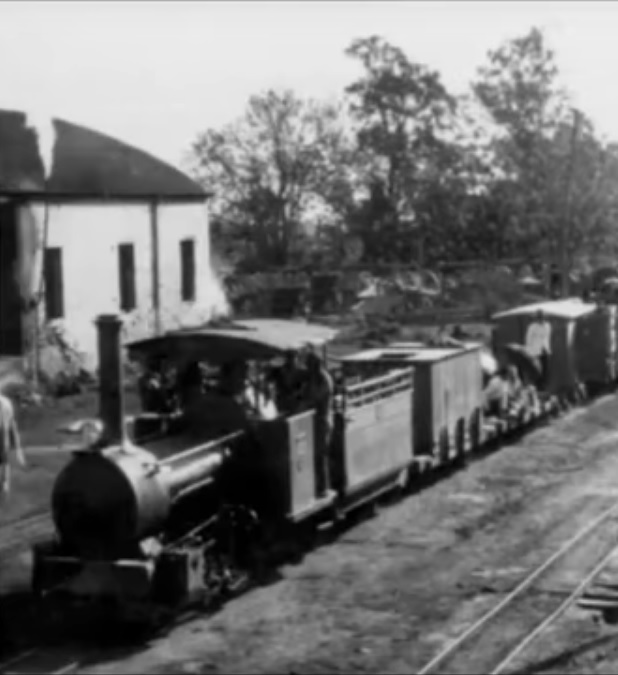
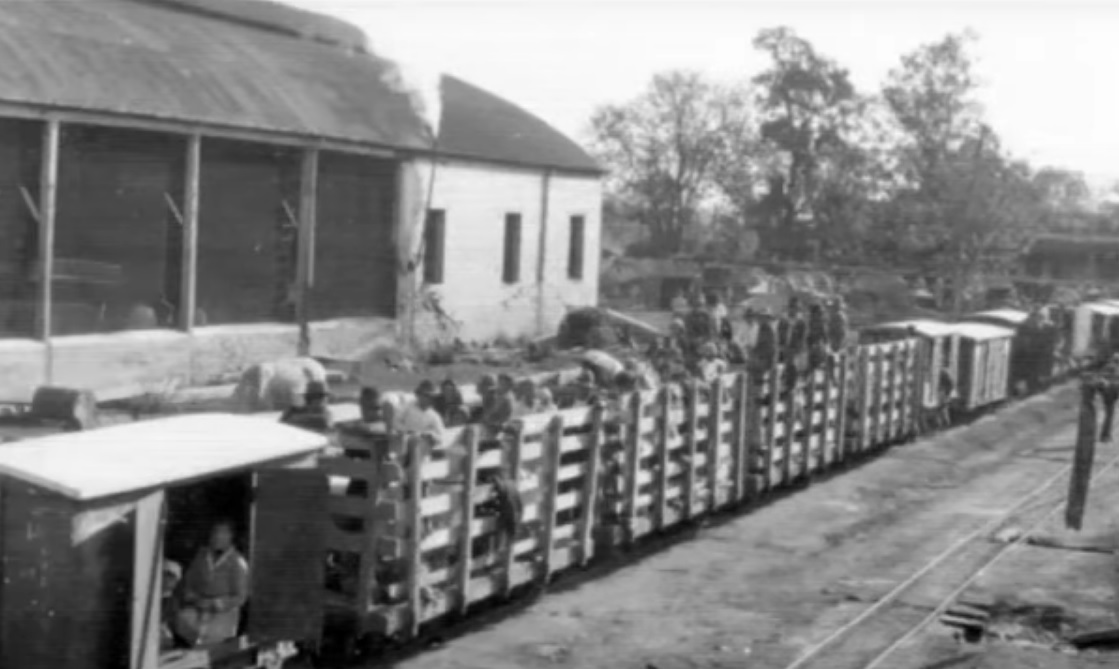
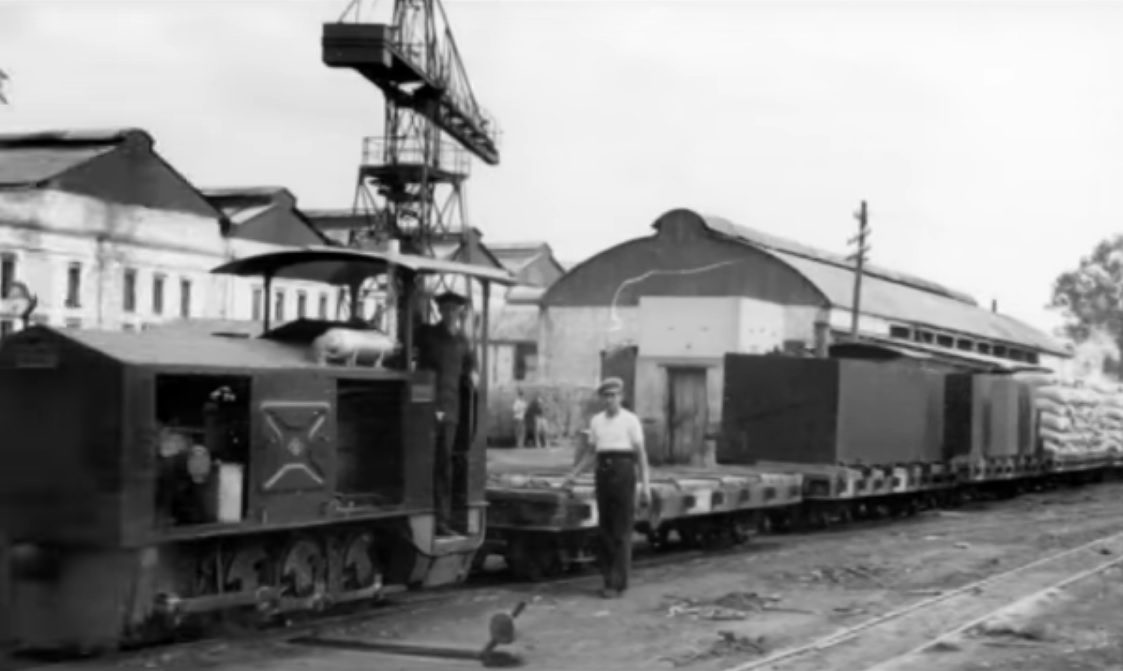
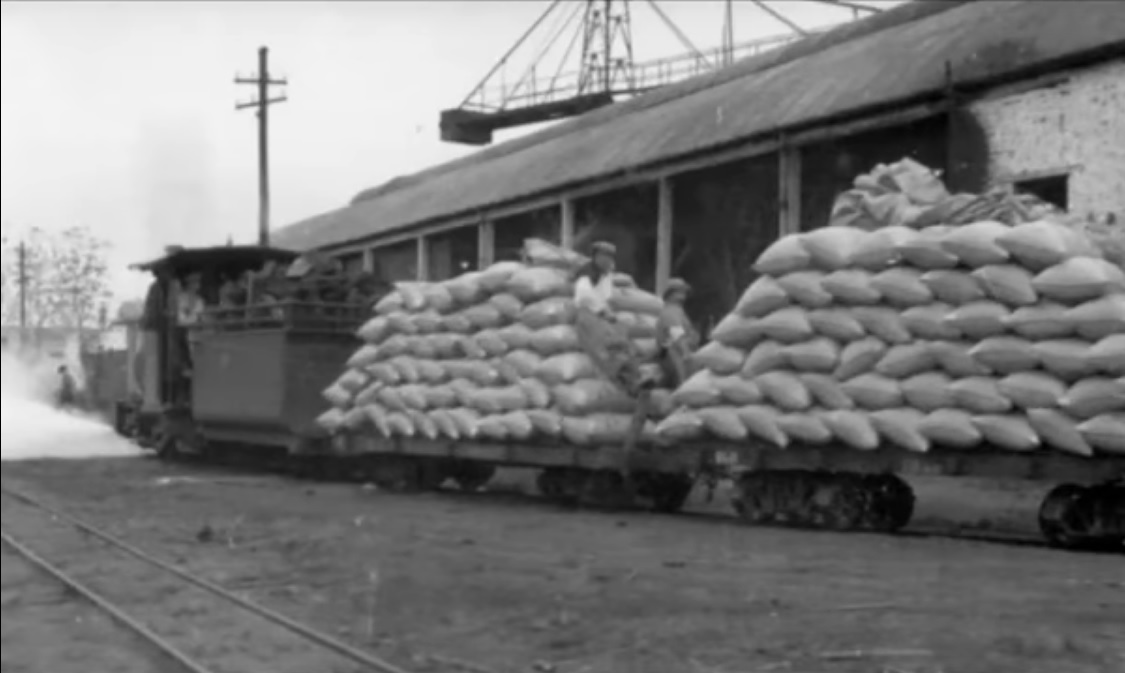
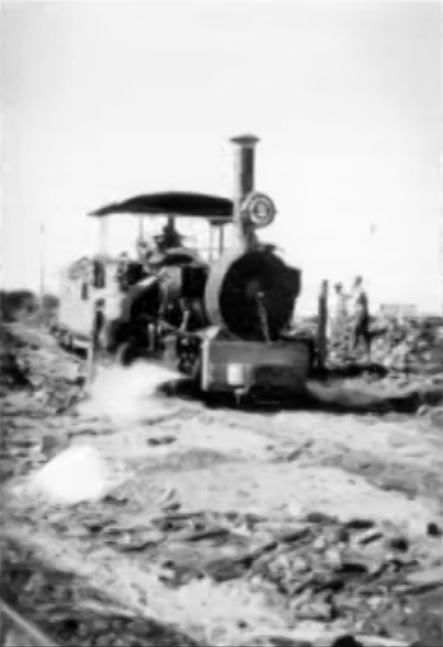